# Американо-приднестровские отношения
Американо-приднестровские отношения — двусторонние дипломатические отношения между США и непризнанным государством Приднестровской Молдавской Республикой (Приднестровьем). Вашингтон официально не признает независимость Приднестровья.

## История
Официальная позиция США в отношении Приднестровья заключается в том, что они выступают за мирное урегулирование приднестровского конфликта, который считают «сепаратистским». Соединённые Штаты поддерживают территориальную целостность Молдавии и считают важным демократическое и экономическое развитие молдавского государства и выступают за надёжное и устойчивое решение приднестровского конфликта путём переговоров. Этот факт будет способствовать демократическому и экономическому развитию Молдавии, а также безопасности Черноморского региона. США призывают стороны с помощью международного сообщества активизировать свои усилия по поиску устойчивого и мирного урегулирования конфликта.
Соединённые Штаты являются наблюдателем в формате 5 + 2 для переговоров по урегулированию приднестровского конфликта. В этом формате участвует Молдавия, Приднестровье, Россия, Украина, Организация по безопасности и сотрудничеству в Европе (ОБСЕ), а также США и Европейский союз (ЕС) в качестве наблюдателей.
3 марта 2006 года Украина ввела новые таможенные правила на границе с Приднестровьем. Украина заявила, что будет импортировать товары из Приднестровья только с документами, одобренными молдавской таможней в рамках реализации совместного таможенного протокола, согласованного между Украиной и Молдавией 30 декабря 2005 года, что спровоцировало кризис в Приднестровье. Тирасполь и Москва назвали этот акт «экономической блокадой». США, ЕС и ОБСЕ одобрили этот шаг Украины, а Россия увидела в нём средство политического давления. 4 марта 2006 года Приднестровье в ответ заблокировало молдавский и украинский транспорт на границах Приднестровья, что было отменено через две недели. Тем не менее, молдавско-украинская блокада остаётся в силе и является важной темой, обсуждаемой на переговорах по урегулированию.
В 2021 году посол США в Молдавии Дерек Хоган заявил, что решение приднестровского конфликта важно для Соединённых Штатов и что Приднестровье должно быть в составе Молдавии. Он также выразил свою поддержку реинтеграции Приднестровья в Молдавию и сказал, что победа Майи Санду на парламентских выборах 2021 года, на которых было получено парламентское большинство, станет важным шагом в разрешении конфликта.